# Pârâul lui Hant
Pârâul lui Hant este un curs de apă, afluent al râului Recoltiaș. 

## Hărți
- Harta județul Covasna
- Harta Munții Bodoc-Baraolt  Arhivat în 29 ianuarie 2014, la Wayback Machine.